# RS Cancri
RS Cancri è una stella variabile di magnitudine 6,08 situata nella costellazione del Cancro. Dista 397 anni luce dal sistema solare.

## Osservazione
Si tratta di una stella situata nell'emisfero celeste boreale. La sua posizione moderatamente boreale fa sì che questa stella sia osservabile specialmente dall'emisfero nord, in cui si mostra alta nel cielo nella fascia temperata; dall'emisfero australe la sua osservazione risulta invece più penalizzata, specialmente al di fuori della sua fascia tropicale. La sua magnitudine pari a 6,1 la pone al limite della visibilità ad occhio nudo, pertanto per essere osservata senza l'ausilio di strumenti occorre un cielo limpido e possibilmente senza Luna.
Il periodo migliore per la sua osservazione nel cielo serale ricade nei mesi compresi fra febbraio e giugno; nell'emisfero nord è visibile anche per buona parte dell'estate, grazie alla declinazione boreale della stella, mentre nell'emisfero sud può essere osservata limitatamente durante i mesi autunnali australi.

## Caratteristiche fisiche
La stella è una gigante rossa ed è una stella di classe S, un tipo di stelle il cui spettro è caratterizzato dalle linee di alcuni metalli, come ad esempio il tecnezio, presente in eccesso in questa stella. Nata come stella di 1,5 M⊙, si pensa che negli ultimi 200.000 - 300.000 anni la stella abbia subito una perdita di massa al ritmo di 10-7 masse solari all'anno. Osservazioni realizzate col telescopio IRAS hanno mostrato nei dintorni della stella un disco a forma bipolare, creato dalle espulsioni di materia di RS Cancri.
Catalogata come variabile semiregolare (SRC), la sua luminosità varia da +5,33 a + 7,0 con periodi di 130 e 250 giorni.